# Palpomyia barrettoi
Palpomyia barrettoi är en tvåvingeart som beskrevs av Lane 1947. Palpomyia barrettoi ingår i släktet Palpomyia och familjen svidknott. Inga underarter finns listade i Catalogue of Life.